# 高斯整數

高斯整數是複數面上的整點。

高斯整數是實數和虛數部分都是整數的複數。所有高斯整數組成了一個整域，寫作{\displaystyle \mathbf {Z} [i]}，是個不可以轉成有序環的欧几里得整环。
{\displaystyle \mathbf {Z} [i]=\{a+bi\mid a,b\in \mathbb {Z} \}}
高斯整數的范数都是非負整數，定義為
{\displaystyle N(zw)=N(z)N(w)}
{\displaystyle \mathbf {Z} [i]}單位元{\displaystyle 1,-1,i,-i}的範數均為{\displaystyle 1}。

## 高斯整環
高斯整数形成了一个唯一分解整环，其可逆元为{\displaystyle 1,-1,i,-i}。

### 質元素
{\displaystyle \mathbf {Z} [i]}的素元素又称为高斯質數。
高斯整数{\displaystyle a+bi}是素数当且仅当：
- {\displaystyle a,b}中有一个是零，另一个是形为{\displaystyle 4n+3}或其相反数{\displaystyle -(4n+3)}的素数

或
- {\displaystyle a,b}均不为零，而{\displaystyle a^{2}+b^{2}}为素数。

以下给出这些条件的证明。

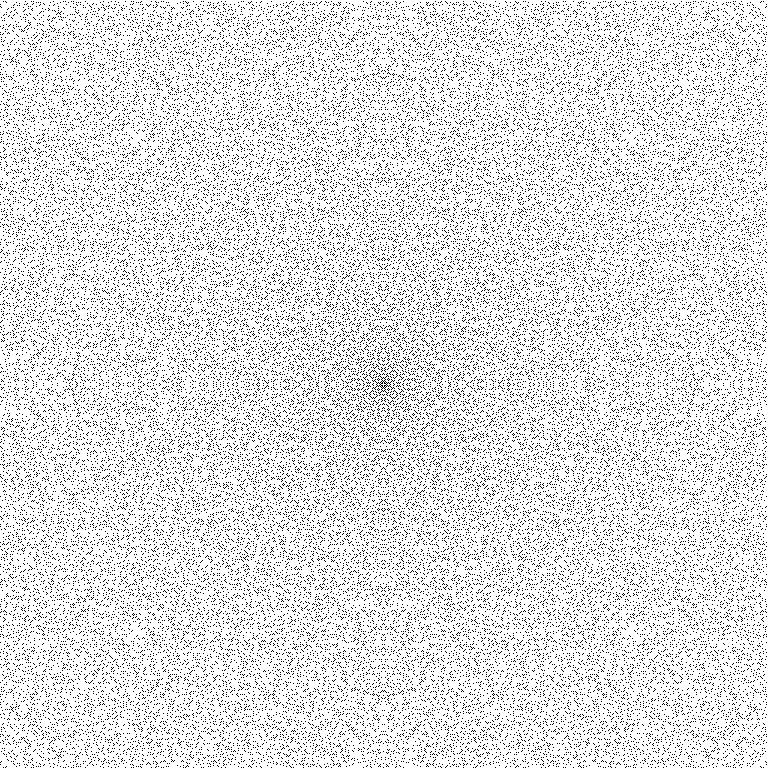
高斯素数的分布

必要条件的证明为：仅当高斯整数的范数是素数，或素数的平方时，它才是高斯素数。这是因为对于任何高斯整数{\displaystyle g}，{\displaystyle g\mid g{\overline {g}}=N(g)}。现在，{\displaystyle N(g)}是整数，因此根据算术基本定理，它可以分解为素数{\displaystyle p_{1}p_{2}\cdots p_{n}}的乘积。根据素数的定义，如果{\displaystyle g}是素数，则它可以整除{\displaystyle p_{i}}，对于某个{\displaystyle i}。另外，{\displaystyle {\overline {g}}}可以整除{\displaystyle {\overline {p_{i}}}=p_{i}}，因此{\displaystyle N(g)=g{\overline {g}}\mid p_{i}^{2}}。于是现在只有两种选择：要么{\displaystyle g}的范数是素数，要么是素数的平方。
如果实际上对于某个素数{\displaystyle p}，有{\displaystyle N(g)=p^{2}}，那么{\displaystyle g}和{\displaystyle {\overline {g}}}都能整除{\displaystyle p^{2}}。它们都不能是可逆元，因此{\displaystyle g=pu}，以及{\displaystyle {\overline {g}}=p{\overline {u}}}，其中{\displaystyle u}是可逆元。这就是说，要么{\displaystyle a=0}，要么{\displaystyle b=0}，其中{\displaystyle g=a+bi}。
然而，不是每一个素数{\displaystyle p}都是高斯素数。{\displaystyle 2}就不是高斯素数，因为{\displaystyle 2=(1+i)(1-i)}。高斯素数不能是{\displaystyle 4n+1}的形式，因为根据费马平方和定理，它们可以写成{\displaystyle a^{2}+b^{2}}的形式，其中{\displaystyle a}和{\displaystyle b}是整数，且{\displaystyle a^{2}+b^{2}=(a+bi)(a-bi)}。剩下的就只有形为{\displaystyle 4n+3}的素数了。
形为{\displaystyle 4n+3}的素数也是高斯素数。假设{\displaystyle g=p+0i}，其中{\displaystyle p=4n+3}是素数，且可以分解为{\displaystyle g=hk}。那么{\displaystyle p^{2}=N(g)=N(h)N(k)}。如果这个分解是非平凡的，那么{\displaystyle N(h)=N(k)=p}。但是，任何两个平方数的和都不能写成{\displaystyle 4n+3}的形式。因此分解一定是平凡的，所以{\displaystyle g}是高斯素数。
类似地，{\displaystyle i}乘以一个形为{\displaystyle 4n+3}的素数也是高斯素数，但{\displaystyle i}乘以形为{\displaystyle 4n+1}的素数则不是。
如果{\displaystyle g}是范数为素数的高斯整数，那么{\displaystyle g}是高斯素数。这是因为如果{\displaystyle g=hk}，那么{\displaystyle N(g)=N(h)N(k)}。由于{\displaystyle N(g)}是素数，因此{\displaystyle N(h)}或{\displaystyle N(k)}一定是1，所以{\displaystyle h}或{\displaystyle k}一定是可逆元。

### 作为整闭包
高斯整数环是{\displaystyle \mathbf {Z} }在高斯有理数域中的整闭包，由实数部分和虚数部分都是有理数的复数组成。

### 作为欧几里德环
在图中很容易看到，每一个复数与最近的高斯整数的距离最多为{\displaystyle {\frac {\sqrt {2}}{2}}}个单位。因此，{\displaystyle \mathbf {Z} [i]}是一个欧几里德环，其中{\displaystyle v(z)=N(z)}。所以，該環尤其是主理想整環，其理想皆形如{\displaystyle \langle a+bi\rangle }。若{\displaystyle (a,b)=1}，則對應的商是：
{\displaystyle \mathbb {Z} [i]/{\left\langle a+bi\right\rangle }\cong \mathbb {Z} _{a^{2}+b^{2}}\ =\ \{[0],[1],[2]\cdots ,[a^{2}+b^{2}-1]\}.}

## 未解决的问题
高斯圆问题是中心为原点、半径为给定值的圆内有多少格点的问题。它本身并不是关于高斯整数的，但等价于确定范数小于某个给定值的高斯整数的数目。
关于高斯整数，还有一些猜想和未解决的问题，例如：
实数轴和虚数轴含有无穷多个高斯素数{\displaystyle 3,7,11,19,\dots }。在复平面上，还存在任何其它的直线上有无穷多个高斯素数吗？特别地，实数部分为{\displaystyle 1}的直线上存在无穷多个高斯素数吗？
在高斯素数上行走，步伐小于某个给定的值，可以走到无穷远吗？